# Manszvét
A Manszvét a latin Mansuetus névből ered, a jelentése: szelíd, nyájas.  Női párja: Manszvéta.

## Gyakorisága
Az 1990-es években szórványos név, a 2000-es években nem szerepel a 100 leggyakoribb férfinév között.

## Névnapok
- február 19.[2]

## Híres Manszvétok
- Riedl Szende